# مايك فيليبس (كرة سلة)
مايك فيليبس (بالإنجليزية: Mike Phillips)‏ مواليد 24 مارس 1956 في آكرون - الوفاة 25 أبريل 2015، كان لاعب كرة سلة أمريكي. بدأ مسيرته الاحترافية في سنة 1979. تم اختياره من قبل فريق بروكلين نتس خلال الدرافت. بلغ طوله 6 قدم 10 بوصة (2.1 م). اعتزل اللعب في 1990.

## المسيرة الاحترافية
لعب مع نادي برشلونة لكرة السلة في الدوري الإسباني من سنة 1980 إلى 1982، ثم لعب مع نادي بلد الوليد لكرة السلة في موسم 1987–1988، ثم لعب مع نادي جرانوليريس لكرة السلة في الدوري الإسباني في موسم 1988–1989، ثم لعب مع سي بي مورسيا في موسم 1989–1990.

## روابط خارجية
- مايك فيليبس على موقع سبورتس رفرنس (الإنجليزية)
- مايك فيليبس على موقع الدوري الإسباني لكرة السلة (الإسبانية)
- مايك فيليبس على موقع كلية كرة السلة في سبورتس رفرنس.كوم (الإنجليزية)
- مايك فيليبس على موقع ريلجم (الإنجليزية)
- مايك فيليبس على موقع بروبوليرز (الإنجليزية)
- مايك فيليبس على موقع سبورتس رفرنس (الإنجليزية)